# Chiolich Miksa
Löwenspergi Chiolich Miksa, Maksimilijan Ćolić (Zengg, 1749. június 5. – Zágráb, 1808. szeptember 15.) zágráb megyei áldozópap és egyetemi tanár.

## Élete
A gimnáziumot Fiuméban végezte és az egyházi pályára lépett; ekkor Grazban a bölcseletet hallgatta, mire Rómába küldetett a hittaniak tanulására 1765-től, ahol doktorátusát is megszerezte. Azután Zágrábban lett hitszónok. 1789-ben a pesti egyetemen az erkölcsi hittan tanára és rektor volt, 1790-ben zágrábi kanonok lett.

## Munkái
- Oratio habita in introductione scholarum in theatro academico 1776. Zagrabiae.
- Oratio funebris habita… piis manibus Stephani e comit. Niczky. Pestini, 1777.
- Oratio funebris dum piis manibus M. Theresiae augustae regia Zagrab. acad. parentaret, dicta. Zagrabiae, 1781.
- Oratio ad natalem Josephi II. Romanorum imperatoris. Uo. 1782.
- Oratio funebris dicta… dum piis manibus com. Francisci Nadasdi pro-regis Dalmatiae, Croatiae, Slavoniae parentaret. Uo. 1783.